# 싸이언 아레나
싸이언 아레나(CYON Arena)는 LG전자가 2009년 6월 20일에 출시한 휴대 전화이다. WVGA(800 × 480)급 LCD와 정전식 터치스크린, 멀티터치, DMB가 탑재되었으나, 해외 판매용에 탑재된 디빅스 플레이어, 무선 랜, 3.5파이 이어폰 잭은 탑재되지 않았다. 대한민국에서 SK텔레콤, KT, LG텔레콤 가입자용으로 출시되었으며, S급 사용자 환경이 적용되었다. 500만 화소 자동 초점 카메라가 있어 사진과 동영상을 찍을 수 있으며, 세계 최초로 돌비 모바일 2.0이 채택되어 입체음향을 들을 수 있다. KT와 LG텔레콤에는 DRM가 탑재되지 않아 아무 변환 없이 MP3 파일을 사용할 수 있으나, SK텔레콤 가입자용에는 DRM이 탑재되어 있다. LG텔레콤 가입자용에는 구글맵도 탑재되어 있다.

## 세부 모델
세부 모델 및 각 모델별 차이는 아래와 같다.
| 모델명    | 통신 방식    | 통신사     |
| --------- | ------------ | ---------- |
| LG-SU900  | HSDPA        | SK텔레콤   |
| LG-KU9000 | HSDPA        | KT         |
| LG-LU9000 | EV-DO Rev. A | LG유플러스 |

## 같이 보기
- LG 아레나